# Giovanni Battista Danei
Giovanni Battista Danei, ordensnamn: Giovanni Battista di San Michele Arcangelo, född 4 april 1695 i Ovada, Piemonte, död 30 augusti 1765 i Rom, var en italiensk romersk-katolsk präst, och ordensgrundare. Tillsammans med sin äldre bror Paulus grundade han Passionistorden. Giovanni Battista förklarades som vördnadsvärd den 7 augusti 1940 av påve Pius XII.